# 小田急不動産
小田急不動産株式会社（おだきゅうふどうさん、Odakyu Real Estate Co., Ltd.）は、東京都渋谷区に本社を置く小田急電鉄直系の不動産会社。
首都圏、宮城県仙台市域を営業基盤とし、賃貸・分譲マンション・ビルの販売・運営を行う。さらに広告事業（交通広告）も手がけている。小田急グループの住宅関連企業の再編の一環で2007年9月1日に小田急電鉄の完全子会社となり、これに伴い2007年8月28日に上場廃止された。
小田急ポイントサービスの加盟店。

## 事業内容
- 土地建物販売業 - 戸建住宅およびマンション等の建設・販売、住宅地等の開発・販売
- 土地建物賃貸業 - 事務所用ビルおよびマンション等の賃貸
- その他不動産業 - 不動産の売買・賃貸等の仲介斡旋
- 付帯事業 - 小田急沿線における建植看板等を媒体とした広告業、リース業、保険代理業、ゴルフ場等の経営

## 住宅地等の開発地例
- 天空の丘エアリーヒルズ-東京都町田市小山町
- リーフィア五月台葉積街区-神奈川県川崎市麻生区片平
- リーフィア五月台うららの街-神奈川県川崎市麻生区五力田
- リーフィア片平五月台街区-神奈川県川崎市麻生区片平
- リーフィア栗平-神奈川県川崎市麻生区栗平
- コモドーレ白鳥-神奈川県川崎市麻生区栗平
- リーフィア白鳥-神奈川県川崎市麻生区栗平
- 白鳥4丁目宅地分譲-神奈川県川崎市麻生区栗平
- はるひ野テラス・ブライトサイド-神奈川県川崎市麻生区はるひ野
- リーフィア町田やくし台-東京都町田市薬師台
- リーフィア町田薬師池公園-東京都町田市薬師台
- リーフィア秦野今泉台-神奈川県秦野市今泉台3丁目16-5
- 湘南テラスはじまりの丘-真田・北金目特定土地区画整理事業区域内127街区1,3画地（保留地）神奈川県平塚市北金目字大久保（底地）他
- （仮称）リーフィア狛江 猪方街区-東京都狛江市猪方
- （仮称）リーフィア狛江 岩戸南街区-東京都狛江市岩戸南
- リーフィア世田谷桜丘-東京都世田谷区桜丘
- 小田急松田町宅地分譲-神奈川県足柄上郡松田町松田庶子字中屋敷
- リーフィア国分寺-東京都国分寺市
- リーフィア調布国領-調布市国領
- リーフィア片平五月台街区-神奈川県川崎市麻生区片平
- リーフィア秦野今泉台-神奈川県秦野市
- はるひ野テラス プレミアムサウス-神奈川県川崎市麻生区はるひ野
- コートアベニュー百合ヶ丘-神奈川県川崎市麻生区高石
- コートアベニュー小田急相模原-神奈川県相模原市
- コモドーレはるひ野・景の街-神奈川県川崎市麻生区はるひ野
- スプリングヒル今泉台-神奈川県秦野市今泉台
- スプリングヒル今泉台星空の丘プロジェクト-神奈川県秦野市今泉台
- コモドーレはるひ野　恵の街-神奈川県川崎市麻生区はるひ野
- コートアベニュー狛江南-東京都狛江市
- コートアベニュー相模が丘プロムナードタウン-神奈川県相模原市
- コートアベニュー町田木曽町-東京都町田市木曽町
- 町田やくし台HeartyHill-東京都町田市薬師台
- 天空の丘エアリーヒルズ-相模原市橋本
- 三鷹深大寺宅地分譲-東京都三鷹市
- リーフィア新松田-神奈川県足柄上郡松田町松田
- コートアベニュー東林間-神奈川県相模原市南区上鶴間
- リーフィア東林間-神奈川県相模原市南区上鶴間
- デュアルたまプラーザ-神奈川県横浜市青葉区美しが丘
- 上鶴間本町9丁目宅地分譲-神奈川県相模原市南区上鶴間
- リーフィア新百合山手-神奈川県川崎市麻生区
- 山口台建築条件付宅地分譲-神奈川県川崎市麻生区
- 新百合山手邸宅地-神奈川県川崎市麻生区
- みなみ野-東京都八王子市みなみ野
- 開成「庭園の杜」（パレットガーデン）-神奈川県足柄上郡開成町
- つきみ野宅地分譲-神奈川県大和市つきみ野